# 西経14度線
西経14度線（せいけい14どせん）は、本初子午線面から西へ14度の角度を成す経線である。北極点から北極海、グリーンランド、アイスランド、大西洋、アフリカ、南極海、南極大陸を通過して南極点までを結ぶ。西経14度線は、東経166度線と共に大円を形成する。

## 通過する地域一覧
西経14度線は、北極点から南極点まで南に向かって以下の場所を通っている。
| 地理座標                                             | 国土・領土・領海 | 備考                                                                                               |
| ---------------------------------------------------- | ---------------- | -------------------------------------------------------------------------------------------------- |
| 北緯90度0分 西経14度0分 / 北緯90.000度 西経14.000度  | 北極海           | |
| 北緯81度48分 西経14度0分 / 北緯81.800度 西経14.000度 | グリーンランド   | |
| 北緯81度1分 西経14度0分 / 北緯81.017度 西経14.000度  | 大西洋           | グリーンランド海                                                                                   |
| 北緯65度36分 西経14度0分 / 北緯65.600度 西経14.000度 | アイスランド     | |
| 北緯64度43分 西経14度0分 / 北緯64.717度 西経14.000度 | 大西洋           | |
| 北緯28度43分 西経14度0分 / 北緯28.717度 西経14.000度 | スペイン         | フエルテベントゥラ島                                                                               |
| 北緯28度12分 西経14度0分 / 北緯28.200度 西経14.000度 | 大西洋           | |
| 北緯26度28分 西経14度0分 / 北緯26.467度 西経14.000度 | 西サハラ         | モロッコが領有権を主張                                                                             |
| 北緯21度20分 西経14度0分 / 北緯21.333度 西経14.000度 | モーリタニア     | |
| 北緯16度21分 西経14度0分 / 北緯16.350度 西経14.000度 | セネガル         | |
| 北緯13度33分 西経14度0分 / 北緯13.550度 西経14.000度 | ガンビア         | |
| 北緯13度17分 西経14度0分 / 北緯13.283度 西経14.000度 | セネガル         | |
| 北緯12度40分 西経14度0分 / 北緯12.667度 西経14.000度 | ギニアビサウ     | |
| 北緯11度39分 西経14度0分 / 北緯11.650度 西経14.000度 | ギニア           | |
| 北緯9度59分 西経14度0分 / 北緯9.983度 西経14.000度   | 大西洋           | アセンション島（ セントヘレナ、南緯7度57分 西経14度18分 / 南緯7.950度 西経14.300度）のすぐ東を通過 |
| 南緯60度0分 西経14度0分 / 南緯60.000度 西経14.000度  | 南極海           | |
| 南緯71度57分 西経14度0分 / 南緯71.950度 西経14.000度 | 南極大陸         | ドローニング・モード・ランド（ ノルウェーが領有権を主張）                                          |